# Ladomérszky Gyula
Ladoméri Ladomérszky Gyula (Kassa (Abaúj megye), 1856. november 3. – Kassa, 1907. október 7.) kórházi gondnok, hírlapíró, színműíró, színész.

## Élete
Tanulmányait szülővárosában a főreáliskolában végezte. Mint V. osztálybeli tanuló, Mauritz Rezső reáliskolai igazgató névnapjának megünneplése alkalmával A névnap c. vígjátékot írta, melyet a reáliskolai tanulók előadtak. E színmű előadásának sikere buzdította őt a színészi pályára s 1876-ban Lászy Vilmos színtársulatába lépett és két év alatt több vidéki színtársulatnál megfordult; mint szereplő színész és díszletfestő működött. Családi körülményei azonban a színészi pályától elvonták. Utóbb a kassai kereskedelmi s iparkamaránál irodatiszt lett; a kassai kereskedő ifjak társulatának és az állatvédő egyesületnek is titkára volt. 1885-től volt gondnoka a kassai közkórháznak. Felső-Magyarország, de különösen Kassa város megmagyarosodásának egyik lelkes előmozdítója. Ő alapította meg a kassai hírlapírók otthonát, melynek alelnöke volt; s úgyszintén a műkedvelők körét. Neje Spitzka Izabella volt. Elhunyt október 7-én este negyed 9 órakor, életének 53-ik évében. Örök nyugalomra helyezték október 9-én délután 4 órakor a gör. kath. vallás szertartása szerint a kassai köztemetőben.
Az irodalomra Paulikovics Lajos író buzdította; a kassai Felvidéki Közlönynek 1879-es alapítási évétől állandó munkatársa lett; írt e lapba társadalmi vezércikkeket, tárcákat, apróbb beszélyeket és vegyes cikkeket; nevezetesebbek (1879. 36. sz. A nők és az olvasás, 50. sz. Fiatalembereink és a jellem, 44-45. sz. Szeben ostroma Bagolyfalván, 86-89. sz. A mi oly gyakran megtörténik, 1880. 16. sz. Variatiók a szerelemről, 1881. 75-80. sz. Rigófészek 1883. 77., 78. sz. A chinai szinészetről sat. Az 1884-85. évfolyamban hétköznapi eseményeket felölelő humorisztikus cikkeket, tótos zsargonban Viszkocsik Gyuró morfondirozásai c. írt a lapba; olykor eredeti s fordított költeményt is írt; az 1881-82. színi évad alatt Passepartout és 1882-1885-ig X. rémo d'Al álnevek alatt a szini szemle rovatot vezette); az Ungban (1880. 1-3. sz. Néhány szó a hiuságról) sat.

## Munkái
1. A véres pénz, népszinmű, zenéje ifj. Bokor Józseftől. Kassa, 1879. (Előadatott Kassán 1878. jan. 10.)
2. A ki egy halottba szerelmes. Gozlan Leon után francziából ford. Bpest, 1881. (Aigner M. Könyvesháza 89., 90.)

Többi kéziratban levő átdolgozott és fordított színművei Kassán előadásuk szerint: Robin ur utazása (1877. nov. 14.), A vadrózsa (dec. 12.), Az ál-kétalakú (1878. máj. 8.), Egy agglegény kalandja (1879. márc. 29.), Darwinisták (1881. márc. 29.), Az órás kalapja (1882. máj. 10.), Megmérgezve (1884. szept. 7.), Halifax, A kreol, A vadorzó, A cár szerelme, tört. dráma 5 felv. Heigel K. után (1895, dec. 3.) A csodaember. Az óriások harca sat.
Szerkesztette az Abauj-Kassai Közlöny politikai hetilapot 1891-től.
Álneve és jegye az említetteken kívül: Mérey Gyula és L. Gy. (1877. óta több vidéki lapban.)